# 声楽アンサンブルコンテスト全国大会
声楽アンサンブルコンテスト全国大会（せいがくアンサンブルコンテストぜんこくたいかい、Fukushima Vocal Ensemble Competition）は、福島県と福島県教育委員会、声楽アンサンブルコンテスト全国大会実行委員会が主催している、声楽アンサンブルの全国大会である。

## 概要
2008年より福島市音楽堂大ホールにて毎年開催されている。この大会は数日かけて行われる。「中学校」「高等学校」「一般」の3部門の予選で金賞を受賞した団体（各部門上位5団体）が、最終日の本選に出場する。伴奏楽器としてピアノだけでなくポジティフオルガン、パイプオルガン、弦楽アンサンブルなど、様々な楽器を用いることができる。
2011年3月に予定されていた第4回大会は、東日本大震災発生のため中止になった。また、当日配布予定であったパンフレットは、印刷所が被災したため製本されなかったが、2011年9月現在、その原稿を当大会公式サイトから自由にダウンロードすることができる。
この震災を契機に、大会テーマ曲かつ全体合唱曲として混声合唱曲「夜明けから日暮れまで」（作詞：和合亮一、作曲：信長貴富）が制作され、翌年の第5回大会において初演された。現在ではコンテスト出場団体には楽譜が配布され、各部門と本選の表彰式の後に会場全体で合唱を行っている。なお、後に男声合唱版、女声合唱版も発表され、いずれもパナムジカから楽譜が出版されている。

## コンクールの形態

### 部門
- 中学校部門
- 高等学校部門
- 一般部門
  - 小学校・ジュニアグループ
  - 大学職場一般グループ

### 参加資格
- 合唱メンバーの登録は2名以上16名以下とし、登録したメンバーの範囲内で曲目によるメンバーの入れ替えは認める。
- 指揮者・伴奏者・譜めくりが合唱メンバーに入って歌う場合は、合唱メンバーとして登録するものとする。
- 同一人物は部門を問わず複数団体のメンバーとして出演できない。ただし、指揮者と伴奏者については、この限りではない。
- 指揮者・伴奏者の資格は問わない。ただし、中学校・高等学校部門の指揮者･伴奏者については、当該学校長が認めた者とする。
- 各部門の金賞受賞団体（各部門上位5団体）は、本選に出場するものとする。

### 参加方法
- 推薦：各都道府県合唱連盟の推薦を受け、参加要項の申込書によって、締切日必着で申込むこと。
  - 各都道府県の推薦団体数は各部門１団体とする。
  - 参加要項は締切日まで各都道府県合唱連盟事務局に送付する。
- 公募：応募要項にある「公募審査申込書」により申し込むこと。
  - 公募審査に合格した団体は、参加要項の申込書によって申し込むこと。
  - 参加要項は審査結果発表と同時に合格した団体に送付する。

上記のほか、若干数の団体が事務局推薦団体として出場することができる。

### 演奏規定
- 演奏曲
  - 課題曲は定めない。申込み後の変更は認められない。
- 演奏時間
  - 部門別コンテストは演奏開始から演奏終了まで曲間を含めて10分以内とする。
  - 本選は演奏開始から演奏終了まで曲間を含めて15分以内とする。
  - 演奏時間を超過した場合は失格とする
- 伴奏楽器
  - 伴奏楽器及び伴奏の形態は自由とする。
  - 主催者が用意する楽器はピアノ（スタインウェイ・アンド・サンズ）・ポジティフオルガン・パイプオルガン（マルクーセン・アンド・サンズ）各一台とする。なお、ピアノのピッチはA=442Hzとする。
  - 上記以外の楽器を使用する場合、楽器の搬入・搬出、費用負担等は各団体の責任で行うものとする。
  - 譜めくりが必要な場合は各団体で準備するものとする。

## 大会の記録

### 最大連覇数
- 2回 - 福島県郡山市立郡山第二中学校合唱部（第2回 - 3回）

## 開催日と本選第1位団体名
|         | 開催日               | 本選第1位団体名                  |
| ------- | -------------------- | -------------------------------- |
| 第1回   | 2008年3月20日-22日   | 福井市麻生津小学校（一般、福井） |
| 第2回   | 2009年3月20日-22日   | 郡山市立郡山第二中学校合唱部     |
| 第3回   | 2009年3月20日-22日   | 郡山市立郡山第二中学校合唱部     |
| (第4回) | (2011年3月19日-21日) | 東日本大震災のため中止           |
| 第5回   | 2012年3月22日-25日   | 郡山市立郡山第五中学校合唱部     |
| 第6回   | 2013年3月21日-24日   | 合唱団Apio（一般、青森）         |
| 第7回   | 2014年3月20日-23日   | 郡山市立郡山第五中学校合唱部     |
| 第8回   | 2015年3月20日-22日   | クール シェンヌ（一般、奈良）    |
| 第9回   | 2016年3月19日-20日   | 郡山市立郡山第五中学校合唱部     |
| 第10回  | 2017年3月17日-20日   | 岩手県立不来方高等学校音楽部     |
| 第11回  | 2018年3月22日-25日   | 郡山市立郡山第五中学校合唱部     |